# クロヤマアリ

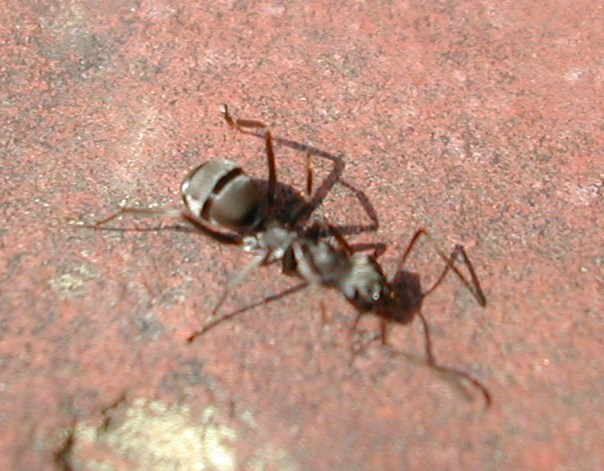

クロヤマアリ（黒山蟻、Formica japonica）は、ヤマアリ亜科クロヤマアリ属に属する種。
草原など日当たりの良い土の露出したところに、深さ1メートルほどになる巣を作る。主にアリマキの出す甘露や花の蜜、昆虫の死骸などを食べるが、花びらやツクシの穂を食べる姿も見られている。関東型と関西型に大別され、関東型は1つの巣に1匹の女王が居るが、関西型は複数の女王が同じ巣で暮らしている。公園などの身近な場所にも巣を作り、数も多いために日本ではかなり身近なアリの1つである。
なお現在、日本各地の個体の体表炭化水素を比較検討した結果、日本のクロヤマアリは地域によって形態的に識別困難な4種からなる種群（クロヤマアリ隠蔽種群 ）であると判断された。

## 形態
働きアリは体長4 - 6 mmになり、女王アリは10 mmほどの光沢のない灰、または褐色がかった黒色をしている。
開けた場所の土中に営巣する。クロオオアリ、ハヤシクロヤマアリと似ているが、クロオオアリは側方から見て前・中胸背縁は緩やかな弧を描くのに対し、本種は側方から見た胸部の背縁が二山となるので容易に区別できるうえ、本種の方が身体が小さいので区別は可能である。ハヤシクロヤマアリは本種より少し光沢があり、腹部腹部第2節背面上に立毛が生えておらず、顔がよりほっそりしていることで区別できる。

## 分布
ほぼ日本全国（北海道から九州）に分布しており、日本以外ではサハリン、千島、東シベリア、モンゴル、中国、朝鮮半島、台湾などでも見られる。

## 天敵
同じヤマアリ亜科のサムライアリは本種の巣を襲い、働きアリや蛹などをさらって奴隷とすることで知られている。また、サムライアリの新女王はクロヤマアリの巣に単身で侵入し、その巣の女王を殺して巣を乗っ取る。
また、アカヤマアリもクロヤマアリやハヤシクロヤマアリなどを奴隷として働かせる。